# Medalla Leverhulme

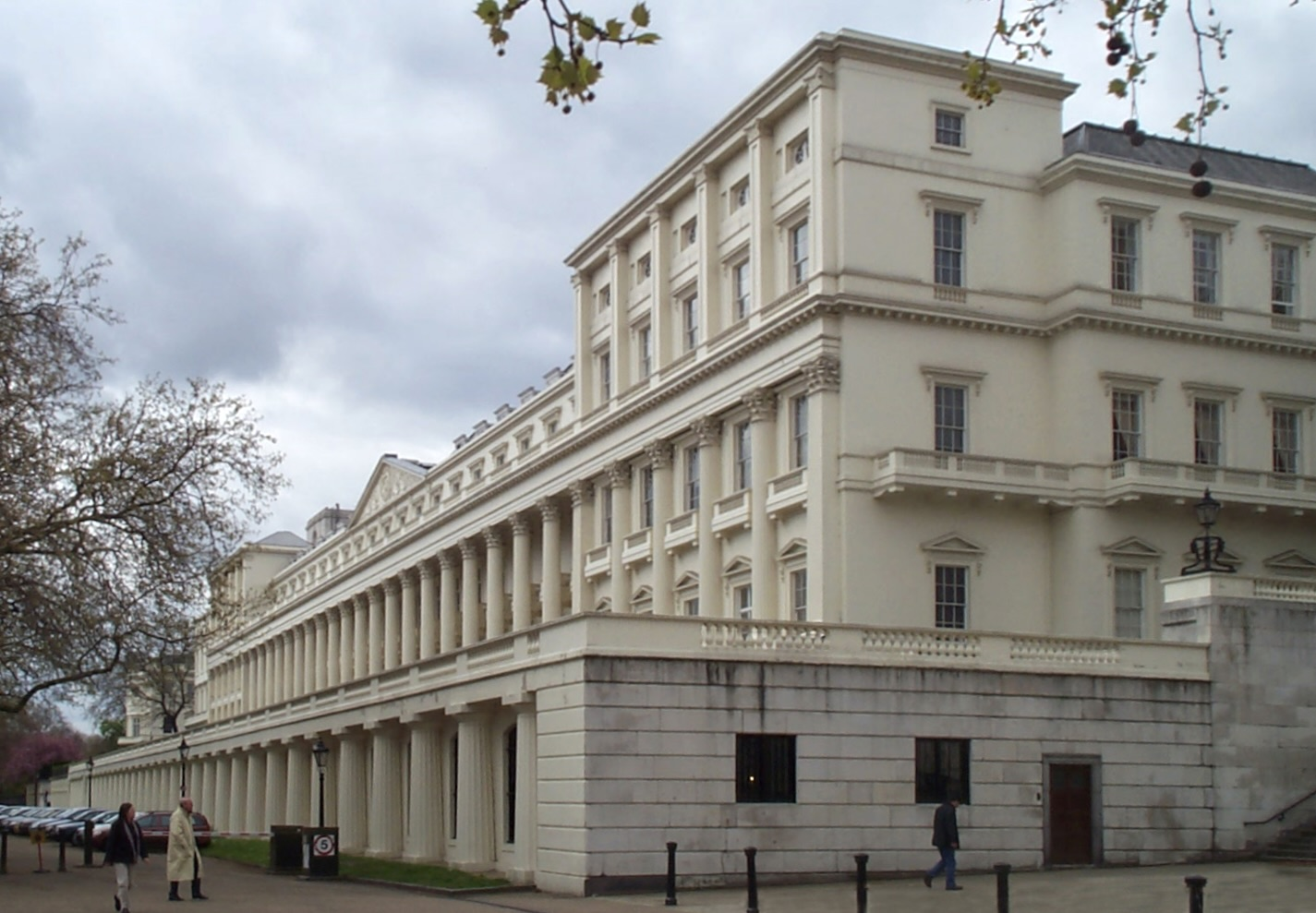
Fachada de la Real Sociedad de Londres para el Avance de la Ciencia Natural en Londres.

La Medalla Leverhulme de la Real Sociedad de Londres fue entregada por primera vez en 1960 para celebrar el tricentenario de la Sociedad por iniciativa del Leverhulme Trust. Es premiada cada 3 años, en años múltiplos de tres, sumado uno más. Es premiada por contribuciones a la química o ingeniería pura o aplicada, incluyendo ingeniería química.
Los galardonados han sido:
- 2019: Frank Caruso

- 2016: Anne Neville

- 2013: Konstantin Novoselov

- 2010: Martyn Poliakoff
- 2008: John Knott
- 2005: Anthony Cheetham
- 2002: Nicholas Handy
- 1999: Jack Baldwin
- 1996: M.M. Sharma
- 1993: John Rowlinson
- 1990: Ray Freeman
- 1987: George William Gray
- 1984: John Frank Davidson
- 1981: Stanley George Hooker
- 1978: Frederick Edward Warner
- 1975: Francis Leslie Rose
- 1972: John Bertram Adams
- 1969: Hans Kronberger
- 1966: Alec Arnold Constantine Issigonis
- 1963: Archer John Porter Martin
- 1960: Cyril Norman Hinshelwood